# David Tua
David Tua (n. 21 noiembrie 1972, Apia, Tuamasaga⁠(d), Samoa) este un boxer de categoria grea din Noua Zeelandă.
Când avea vârsta de 10 ani familia lui originară din Samoa se stabilește în Noua Zeelandă, aici va începe cariera de boxer a lui David. Tua este de o  statură deosebit de mică pentru un boxer de categoria grea, are în schimb un gât scurt și o alură de buldog, cu o bărbie robustă un stil agresiv și un croșeu puternic de stânga.

## Rezultate în boxul profesionist
| Rez.       | La general | Adversar           | Tip | Runda, timp   | Data       | Locație                                                                    | Note                                                          |
| ---------- | ---------- | ------------------ | --- | ------------- | ---------- | -------------------------------------------------------------------------- | ------------------------------------------------------------- |
| Înfrângere | 52–5–2     | Alexander Ustinov  | UD  | 12            | 2013-11-16 | Claudelands Arena, Hamilton, Noua Zeelandă                                 | For vacant WBA Pan African heavyweight title                  |
| Înfrângere | 52–4–2     | Monte Barrett      | UD  | 12            | 2011-08-13 | TelstraClear Pacific Events Centre, Auckland, Noua Zeelandă                | Lost WBO Asia Pacific and WBO Oriental heavyweight titles     |
| Victorie   | 52–3–2     | Demetrice King     | UD  | 10            | 2011-03-19 | TelstraClear Pacific Events Centre, Auckland, Noua Zeelandă                |                                                               |
| Egal       | 51–3–2     | Monte Barrett      | MD  | 12            | 2010-07-17 | Tropicana Casino & Resort, Atlantic City, New Jersey, US                   | Retained WBO Asia Pacific and WBO Oriental heavyweight titles |
| Victorie   | 51–3–1     | Friday Ahunanya    | UD  | 12            | 2010-03-31 | The Trusts Arena, Auckland, Noua Zeelandă                                  | Retained WBO Asia Pacific and WBO Oriental heavyweight titles |
| Victorie   | 50–3–1     | Shane Cameron      | KO  | 2 (12), 0:20  | 2009-10-03 | Mystery Creek Events Centre, Hamilton, Noua Zeelandă                       | Won WBO Asia Pacific and WBO Oriental heavyweight titles      |
| Victorie   | 49–3–1     | Cerrone Fox        | TKO | 2 (10), 1:41  | 2007-09-07 | Soaring Eagle Casino & Resort, Mount Pleasant, Michigan, US                |                                                               |
| Victorie   | 48–3–1     | Saúl Montana       | KO  | 1 (10), 1:15  | 2007-08-18 | South Towne Expo Center, Sandy, Utah, US                                   |                                                               |
| Victorie   | 47–3–1     | Robert Hawkins     | UD  | 10            | 2007-02-22 | Roseland Ballroom, New York City, New York, US                             |                                                               |
| Victorie   | 46–3–1     | Maurice Wheeler    | KO  | 7 (10), 2:48  | 2006-11-03 | Roseland Ballroom, New York City, New York, US                             |                                                               |
| Victorie   | 45–3–1     | Edward Gutierrez   | KO  | 4 (10), 2:59  | 2006-07-26 | Hammerstein Ballroom, New York City, New York, US                          |                                                               |
| Victorie   | 44–3–1     | Cisse Salif        | SD  | 10            | 2005-10-21 | Seminole Hard Rock Hotel and Casino, Hollywood, Florida, US                |                                                               |
| Victorie   | 43–3–1     | Talmadge Griffis   | TKO | 10 (10), 2:34 | 2005-03-31 | The Trusts Arena, Auckland, Noua Zeelandă                                  |                                                               |
| Egal       | 42–3–1     | Hasim Rahman       | SD  | 12            | 2003-03-29 | Spectrum, Philadelphia, Pennsylvania, US                                   |                                                               |
| Victorie   | 42–3       | Russell Chasteen   | KO  | 2 (10), 1:41  | 2002-11-30 | Etess Arena, Atlantic City, New Jersey, US                                 |                                                               |
| Victorie   | 41–3       | Michael Moorer     | KO  | 1 (10), 0:30  | 2002-08-17 | Etess Arena, Atlantic City, New Jersey, US                                 |                                                               |
| Victorie   | 40–3       | Fres Oquendo       | TKO | 9 (12), 1:54  | 2002-04-13 | Mountaineer Casino Racetrack and Resort, New Cumberland, West Virginia, US | Won NABF heavyweight title                                    |
| Victorie   | 39–3       | Garing Lane        | TKO | 8 (10), 2:35  | 2001-12-19 | Feather Falls Casino, Oroville, California, US                             |                                                               |
| Înfrângere | 38–3       | Chris Byrd         | UD  | 12            | 2001-08-18 | Cox Pavilion, Paradise, Nevada, US                                         | For USBA heavyweight title                                    |
| Victorie   | 38–2       | Danell Nicholson   | KO  | 6 (12), 0:34  | 2001-03-23 | Texas Station, North Las Vegas, Nevada, US                                 |                                                               |
| Înfrângere | 37–2       | Lennox Lewis       | UD  | 12            | 2000-11-11 | Mandalay Bay Events Center, Paradise, Nevada, US                           | For WBC, IBF, IBO, and lineal heavyweight titles              |
| Victorie   | 37–1       | Robert Daniels     | TKO | 3 (12), 0:47  | 2000-07-21 | Regent, Las Vegas, Nevada, US                                              | Retained IBF Inter-Continental and USBA heavyweight titles    |
| Victorie   | 36–1       | Obed Sullivan      | KO  | 1 (12), 0:51  | 2000-06-03 | MGM Grand Garden Arena, Paradise, Nevada, US                               | Retained IBF Inter-Continental and USBA heavyweight titles    |
| Victorie   | 35–1       | Shane Sutcliffe    | TKO | 2 (10), 1:20  | 1999-10-23 | MGM Grand Garden Arena, Paradise, Nevada, US                               |                                                               |
| Victorie   | 34–1       | Gary Bell          | TKO | 1 (12), 1:19  | 1999-07-17 | Caesars Tahoe, Stateline, Nevada, US                                       | Retained USBA heavyweight title                               |
| Victorie   | 33–1       | Hasim Rahman       | TKO | 10 (12), 0:35 | 1998-12-19 | Miccosukee Resort & Gaming, Miami, Florida, US                             | Won IBF Inter-Continental and USBA heavyweight titles         |
| Victorie   | 32–1       | Eric Curry         | TKO | 1 (10), 0:43  | 1998-09-26 | Mohegan Sun Arena, Montville, Connecticut, US                              |                                                               |
| Victorie   | 31–1       | Nate Tubbs         | KO  | 2 (10), 2:12  | 1998-05-30 | Boardwalk Hall, Atlantic City, New Jersey, US                              |                                                               |
| Victorie   | 30–1       | Cleveland Woods    | TKO | 3 (10)        | 1998-04-18 | Cow Palace, San Francisco, California, US                                  |                                                               |
| Victorie   | 29–1       | Jeff Wooden        | MD  | 10            | 1998-03-10 | National Guard Armory, Pikesville, Maryland, US                            |                                                               |
| Victorie   | 28–1       | Jeff Lally         | TKO | 2 (10), 1:04  | 1997-11-22 | Etess Arena, Atlantic City, New Jersey, US                                 |                                                               |
| Înfrângere | 27–1       | Ike Ibeabuchi      | UD  | 12            | 1997-06-07 | ARCO Arena, Sacramento, California, US                                     | Lost WBC International heavyweight title                      |
| Victorie   | 27–0       | Oleg Maskaev       | TKO | 11 (12), 1:16 | 1997-04-05 | Bally's Park Place, Atlantic City, New Jersey, US                          | Retained WBC International heavyweight title                  |
| Victorie   | 26–0       | David Izon         | TKO | 12 (12), 1:54 | 1996-12-21 | Mohegan Sun Arena, Montville, Connecticut, US                              | Retained WBC International heavyweight title                  |
| Victorie   | 25–0       | Darroll Wilson     | KO  | 1 (12), 3:10  | 1996-09-20 | James L. Knight International Center, Miami, Florida, US                   | Retained WBC International heavyweight title                  |
| Victorie   | 24–0       | Anthony Cooks      | TKO | 1 (10), 2:24  | 1996-07-21 | Teamsters Hall, Baltimore, Maryland, US                                    |                                                               |
| Victorie   | 23–0       | John Ruiz          | KO  | 1 (12), 0:19  | 1996-03-15 | Convention Hall, Atlantic City, New Jersey, US                             | Won WBC International heavyweight title                       |
| Victorie   | 22–0       | Bruce Bellocchi    | TKO | 2 (10), 2:39  | 1996-01-13 | Bally's Park Place, Atlantic City, New Jersey, US                          |                                                               |
| Victorie   | 21–0       | Mauricio Villegas  | TKO | 6 (10), 2:51  | 1995-08-26 | Convention Hall, Atlantic City, New Jersey, US                             |                                                               |
| Victorie   | 20–0       | Sean Hart          | UD  | 8             | 1995-07-15 | Caesars Tahoe, Stateline, Nevada, US                                       |                                                               |
| Victorie   | 19–0       | Dan Murphy         | TKO | 5 (10), 0:35  | 1995-05-20 | Convention Hall, Atlantic City, New Jersey, US                             |                                                               |
| Victorie   | 18–0       | Bruce Bellocchi    | TKO | 1 (10), 3:00  | 1995-03-04 | Convention Hall, Atlantic City, New Jersey, US                             |                                                               |
| Victorie   | 17–0       | Cecil Coffee       | KO  | 1 (10), 0:29  | 1994-12-09 | ASB Stadium, Auckland, Noua Zeelandă                                       |                                                               |
| Victorie   | 16–0       | Ken Lakusta        | KO  | 4 (10)        | 1994-10-01 | Scope, Norfolk, Virginia, US                                               |                                                               |
| Victorie   | 15–0       | Everton Davis      | UD  | 10            | 1994-08-13 | The Aladdin, Paradise, Nevada, US                                          |                                                               |
| Victorie   | 14–0       | Lester Jackson     | UD  | 8             | 1994-05-07 | Broadway by the Bay Theater, Atlantic City, New Jersey, US                 |                                                               |
| Victorie   | 13–0       | Calvin Jones       | TKO | 4 (8)         | 1994-04-16 | Caesars Palace, Paradise, Nevada, US                                       |                                                               |
| Victorie   | 12–0       | Bill Corrigan      | KO  | 2 (8), 1:17   | 1994-02-05 | The Aladdin, Paradise, Nevada, US                                          |                                                               |
| Victorie   | 11–0       | Mike Acey          | KO  | 1 (10)        | 1993-11-26 | ASB Stadium, Auckland, Noua Zeelandă                                       |                                                               |
| Victorie   | 10–0       | Krishna Wainwright | UD  | 6             | 1993-11-06 | Caesars Palace, Paradise, Nevada, US                                       |                                                               |
| Victorie   | 9–0        | Rick Honeycutt     | KO  | 2 (6)         | 1993-09-25 | Mid-Hudson Civic Center, Poughkeepsie, New York, US                        |                                                               |
| Victorie   | 8–0        | Larry Davis        | KO  | 1 (6), 2:18   | 1993-07-10 | Fernwood Resort, Bushkill, Pennsylvania, US                                |                                                               |
| Victorie   | 7–0        | Bruce Johnson      | TKO | 2 (6), 0:44   | 1993-06-22 | Etess Arena, Atlantic City, New Jersey, US                                 |                                                               |
| Victorie   | 6–0        | Willie Washington  | KO  | 1 (6)         | 1993-05-28 | Houston, Texas, US                                                         |                                                               |
| Victorie   | 5–0        | Alfredo Nevarez    | TKO | 1 (6)         | 1993-03-23 | HemisFair Arena, San Antonio, Texas, US                                    |                                                               |
| Victorie   | 4–0        | Howard Kelly       | TKO | 3 (6)         | 1993-02-27 | Showboat Hotel Casino and Bowling Center, Atlantic City, New Jersey, US    |                                                               |
| Victorie   | 3–0        | Lazaro Almanza     | TKO | 3 (6)         | 6 Feb 1993 | Madison Square Garden, New York City, New York, US                         |                                                               |
| Victorie   | 2–0        | Lorenzo Poole      | KO  | 1 (6)         | 1992-12-14 | Foxwoods Resort Casino, Ledyard, Connecticut, US                           |                                                               |
| Victorie   | 1–0        | Ron Humes          | KO  | 1 (4), 0:37   | 1992-12-01 | Convention Center, Virginia Beach, Virginia, US                            | Professional debut                                            |